# Tarja Halonenová
Tarja Kaarina Halonenová (* 24. prosince 1943 Helsinky) je finská politička. V letech 2000–2012 byla jedenáctou prezidentkou Finska a první ženou, která tuto funkci zastávala. Byla zvolena v roce 2000 a znovuzvolena v lednu 2006 na dalších šest let. Předtím pracovala jako ministryně zahraničí, členka parlamentu a jako právnička odborové organizace. Pochází ze sociální demokracie, ale se stranou přestala spolupracovat už když byla zvolena prezidentkou.

## Život
Jako studentka práv v roce 1971 vstoupila do finské sociální demokracie. V letech 1977 až 1996 byla zastupitelkou v městské radě v Helsinkách a v letech 1979 až 2000 vykonávala funkci poslankyně ve finském parlamentu.
Od roku 1987 vykonávala různé ministerské funkce ve finské vládě: do roku 1990 ministryně sociálních věcí a zdravotnictví, v letech 1989 až 1991 ministryně pro skandinávskou spolupráci, v letech 1990 až 1991 ministryně spravedlnosti a v letech 1995 až 2000 ministryně zahraničí za jejíhož působení vstoupilo Finsko do EU, v druhé polovině roku 1999 předsedalo Finsko poprvé EU.
Po studiích se velmi zajímala o lidská práva a menšiny, například homosexuálů.
Skutečnost, že žila jako matka se svým životním partnerem nesezdaná, narušovala její šance při přímé volbě finského prezidenta v roce 2000 a tím víc, když měla takovou váženou a populární konkurenci v podobě Esko Aho (finský premiér v letech 1991–1995), Riitty Uosukainenové a Elisabeth Rehnové.
K všeobecnému překvapení vyhrála volební boj úřadující ministryně zahraničí – také díky oceňovanému finskému předsednictví Evropská unie v roce 1999. Tak se mohla stanout v prvním kole volby 16. ledna 2000 se 40,0% hlasů před Esko Aho (34,4 %) jasně na špici sedmi kandidátů.
Dne 6. února 2000 ve 2. kole volby získala 51,6 % proti konzervativci Aho.
Zároveň se jejím nástupem do úřadu vstoupila do platnosti změna ústavy, která dřívější velmi rozsáhlé pravomoci hlavy státu omezila na pouhé reprezentativní úkoly. Vzhledem k této změně se už nemohla Tarja Halonenová projevovat v témže měřítku jako její předchůdci Urho Kekkonen, Mauno Koivisto a Martti Ahtisaari v utváření zahraniční a domácí politiky.
Tarja Halonenová, která se těší v anketách veřejného mínění pravidelně stále velké oblibě, uvedla ve známost 19. května 2005, že při prezidentských volbách v roce 2006 bude znovu kandidovat. V prvním kole 15. ledna 2006 dosáhla 46,3% hlasů. Do druhé volbě 29. ledna 2006 nastoupila proti druhému kandidátovi Sauli Niinistöovi a vyhrála - vzhledem ke své vysoké popularitě během volebního období – relativně těsně s 51,8 % hlasů.
Poté, co byla v roce 2000 zvolena, vdala se za svého dlouholetého partnera Dr. Penttiho Arajärviho.